# Liste du patrimoine immobilier classé de Mons
Cette page regroupe l'ensemble du patrimoine immobilier classé de la ville belge de Mons.
| Objet | Année de construction / Architecte | Adresse                                                                              | Section communale | Coordonnées                      | Numéro d’inventaire | Illustration |
| --- | ---------------------------------- | ------------------------------------------------------------------------------------ | ----------------- | -------------------------------- | ------------------- | --- |
| Conservatoire de musique, anciennement couvent des filles de Notre-Dame |                                    | Rue de Nimy, n° 7                                                                    |                   | 50° 27′ 21″ nord, 3° 57′ 11″ est | 53053-CLT-0003-01   | Conservatoire de musique, anciennement couvent des filles de Notre-Dame |
| L'église Saint-Nicolas-en-Havré |                                    |                                                                                      |                   | 50° 27′ 16″ nord, 3° 57′ 26″ est | 53053-CLT-0005-01   | L'église Saint-Nicolas-en-Havré |
| Musée du Centenaire, anciennement Mont-de-Piété |                                    | Rue du 11 novembre                                                                   |                   | 50° 27′ 21″ nord, 3° 57′ 05″ est | 53053-CLT-0006-01   | Musée du Centenaire, anciennement Mont-de-Piété |
| Les témoins de l'activité de l'exploitation du silex sous le Champ à Cailloux (M) et ensemble formé par le Champ à Cailloux (S) |                                    |                                                                                      | Spiennes          | 50° 25′ 08″ nord, 3° 59′ 12″ est | 53053-CLT-0009-01   | Les témoins de l'activité de l'exploitation du silex sous le Champ à Cailloux (M) et ensemble formé par le Champ à Cailloux (S)                                                                                               |
| Maison dite Halle des Pelletiers |                                    | Rue de la Poterie n° 2                                                               |                   | 50° 27′ 13″ nord, 3° 57′ 03″ est | 53053-CLT-0010-01   | Maison dite Halle des Pelletiers |
| Ancien Hôtel de Peissant, actuellement siège de la Fédération du tourisme du Hainaut |                                    | Rue des Clercs n° 31                                                                 |                   | 50° 27′ 12″ nord, 3° 56′ 59″ est | 53053-CLT-0011-01   | Ancien Hôtel de Peissant, actuellement siège de la Fédération du tourisme du Hainaut |
| Collégiale Sainte-Waudru |                                    |                                                                                      |                   | 50° 27′ 12″ nord, 3° 56′ 52″ est | 53053-CLT-0013-01   | Collégiale Sainte-Waudru |
| Beffroi de la Ville de Mons |                                    |                                                                                      |                   | 50° 27′ 15″ nord, 3° 57′ 00″ est | 53053-CLT-0014-01   | Beffroi de Mons |
| Hôtel de Ville |                                    |                                                                                      |                   | 50° 27′ 18″ nord, 3° 57′ 08″ est | 53053-CLT-0015-01   | Hôtel de Ville |
| Campanile de l'église Sainte-Elisabeth |                                    |                                                                                      |                   | 50° 27′ 20″ nord, 3° 57′ 15″ est | 53053-CLT-0016-01   | Campanile de l'église Sainte-Elisabeth |
| L'église Sainte-Elisabeth: classement de la totalité de l'édifice |                                    |                                                                                      |                   | 50° 27′ 20″ nord, 3° 57′ 16″ est | 53053-CLT-0017-01   | L'église Sainte-Elisabeth: classement de la totalité de l'édifice |
| Hôtel de la Couronne Impériale, Grand Place, n°s 23-24 |                                    | Grand Place n°s 23-24                                                                |                   | 50° 27′ 17″ nord, 3° 57′ 07″ est | 53053-CLT-0019-01   | Hôtel de la Couronne Impériale, Grand Place, n°s 23-24 |
| Puits, anciennement au Marché-aux-Poulets, replacé rue des 4 fils Aymont |                                    |                                                                                      |                   | 50° 27′ 27″ nord, 3° 57′ 10″ est | 53053-CLT-0020-01   | Puits, anciennement au Marché-aux-Poulets, replacé rue des 4 fils Aymont |
| Maison Jean Lescarts |                                    | Rue Neuve                                                                            |                   | 50° 27′ 22″ nord, 3° 57′ 08″ est | 53053-CLT-0021-01   | Maison Jean Lescarts |
| Tour du Val des Ecoliers |                                    | Rue André Masquelier, n° 40                                                          |                   | 50° 27′ 03″ nord, 3° 56′ 29″ est | 53053-CLT-0022-01   | Tour du Val des Ecoliers |
| Chapelle Saint Calixte |                                    |                                                                                      |                   | 50° 27′ 14″ nord, 3° 56′ 57″ est | 53053-CLT-0023-01   | Chapelle Saint Calixte |
| Maison La Toison d'Or, Grand Place, à droite de l'hôtel de ville |                                    | Grand Place, bâtiment situé à droite de l'hôtel de ville                             |                   | 50° 27′ 18″ nord, 3° 57′ 08″ est | 53053-CLT-0025-01   | Maison "La Toison d'Or |
| Maison ancien Café de Commerce, Grand Place |                                    | Grand Place                                                                          |                   | 50° 27′ 18″ nord, 3° 57′ 09″ est | 53053-CLT-0026-01   | Maison ancien Café de Commerce, Grand Place |
| Ancienne Chapelle Saint-Georges, Grand-Place, à gauche de l'hôtel de ville |                                    | Grand-Place, bâtiment situé à gauche de l'hôtel de ville                             |                   | 50° 27′ 18″ nord, 3° 57′ 07″ est | 53053-CLT-0027-01   | Ancienne chapelle Saint-Georges |
| L'Attaca sis rue Notre-Dame Débonnaire, n° 22 et rue des Sars, comprenant la chapelle Sainte-Marguerite et le Musée Chanoine Puissant: |                                    | Rue Notre-Dame Débonnaire n° 22 en rue des Sars                                      |                   | 50° 27′ 16″ nord, 3° 56′ 51″ est | 53053-CLT-0028-01   | LAttaca sis rue Notre-Dame Débonnaire, n° 22 et rue des Sars, comprenant la chapelle Sainte-Marguerite et le Musée Chanoine Puissant:                                                                                         |
| L'Attaca sis rue Notre-Dame Débonnaire, n° 22 et rue des Sars, comprenant la chapelle Sainte-Marguerite et le Musée Chanoine Puissant: extension du classement aux parcelles 122 e2 et 122 d2 |                                    | Rue Notre-Dame Débonnaire n° 22 en rue des Sars                                      |                   | 50° 27′ 20″ nord, 3° 56′ 49″ est | 53053-CLT-0029-01   | LAttaca sis rue Notre-Dame Débonnaire, n° 22 et rue des Sars, comprenant la chapelle Sainte-Marguerite et le Musée Chanoine Puissant: extension du classement aux parcelles 122 e2 et 122 d2                                  |
| Ancien refuge de l'abbaye de Bélian (façade principale et versant de toiture) |                                    | Rue d'Havré n°88                                                                     |                   | 50° 27′ 13″ nord, 3° 57′ 23″ est | 53053-CLT-0030-01   | Ancien refuge de l'abbaye de Bélian (façade principale et versant de toiture) |
| Maison dite Espagnole |                                    | Rue des Clercs n° 32                                                                 |                   | 50° 27′ 13″ nord, 3° 56′ 59″ est | 53053-CLT-0031-01   | Maison dite Espagnole |
| Ancien Hospice de Cantimpret : chapelle |                                    |                                                                                      |                   | 50° 26′ 59″ nord, 3° 56′ 43″ est | 53053-CLT-0032-01   | Ancien Hospice de Cantimpret : chapelle |
| Puits de la place du Chapitre |                                    |                                                                                      |                   | 50° 27′ 11″ nord, 3° 56′ 53″ est | 53053-CLT-0033-01   | Puits de la place du Chapitre |
| La porte gothique |                                    | Rue courte, n° 2                                                                     |                   | 50° 27′ 12″ nord, 3° 57′ 01″ est | 53053-CLT-0034-01   | La porte gothique |
| Ancien refuge de l'abbaye d'Aulne (façade) |                                    | Rue d'Havré n° 36                                                                    |                   | 50° 27′ 13″ nord, 3° 57′ 15″ est | 53053-CLT-0035-01   | Ancien refuge de l'abbaye d'Aulne (façade) |
| Façade de l'ancien Refuge de l'Abbaye de Saint Denis en Broqueroie |                                    | Rue de Houdain n° 17                                                                 |                   | 50° 27′ 07″ nord, 3° 57′ 09″ est | 53053-CLT-0037-01   | Façade de l'ancien Refuge de l'Abbaye de Saint Denis en Broqueroie |
| Maison (façade) |                                    | Rue du Miroir n° 8                                                                   |                   | 50° 27′ 17″ nord, 3° 57′ 13″ est | 53053-CLT-0038-01   | Maison (façade) |
| Maison (façade principale et versant côté rue de toiture) |                                    | Rue de Nimy n° 8                                                                     |                   | 50° 27′ 19″ nord, 3° 57′ 12″ est | 53053-CLT-0040-01   | Maison (façade principale et versant côté rue de toiture) |
| Bonne Maison de Bouzenton, ancien Hospice des Orphelins: |                                    |                                                                                      |                   | 50° 27′ 00″ nord, 3° 56′ 50″ est | 53053-CLT-0041-01   | Bonne Maison de Bouzenton, ancien Hospice des Orphelins: |
| Pavillon (totalité des restes situés sur la terrasse du jardin du Vieil Hôtel) |                                    | Rue Terre du Prince, n° 17                                                           |                   | 50° 27′ 07″ nord, 3° 56′ 54″ est | 53053-CLT-0042-01   | Image manquanteTéléverser |
| Tour Valenciennoise | 1358/1359                          | Rue des Arbalestriers                                                                |                   | 50° 27′ 30″ nord, 3° 57′ 31″ est | 53053-CLT-0043-01   | Tour Valenciennoise |
| Les caves de la maison, Grand Place, n° 25 |                                    | Grand Place n° 25                                                                    |                   | 50° 27′ 16″ nord, 3° 57′ 06″ est | 53053-CLT-0047-01   | Image manquanteTéléverser |
| Maison (façade principale, toiture), Grand Place, n° 25 : extension de classement de 53053_CLT_047 |                                    | Grand Place n° 25                                                                    |                   | 50° 27′ 16″ nord, 3° 57′ 07″ est | 53053-CLT-0048-01   | Maison (façade principale, toiture), Grand Place, n° 25 : extension de classement de 53053_CLT_047 |
| Façades et toitures avant de l'immeuble sis n° 4, Grand'Place |                                    | Grand'Place n° 4                                                                     |                   | 50° 27′ 15″ nord, 3° 57′ 09″ est | 53053-CLT-0049-01   | Façades et toitures avant de l'immeuble sis n° 4, Grand'Place |
| Façade et toiture avant de l'immeuble sis n° 5, Grand'Place |                                    | Grand'Place n° 5                                                                     |                   | 50° 27′ 15″ nord, 3° 57′ 09″ est | 53053-CLT-0050-01   | Façade et toiture avant de l'immeuble sis n° 5, Grand'Place |
| Façades et toitures avant de l'immeuble sis n° 6, Grand'Place |                                    | Grand'Place n° 6                                                                     |                   | 50° 27′ 15″ nord, 3° 57′ 09″ est | 53053-CLT-0051-01   | Façades et toitures avant de l'immeuble sis n° 6, Grand'Place |
| Façades et toitures avant de l'immeuble sis n° 7, Grand'Place |                                    | Grand'Place n° 7                                                                     |                   | 50° 27′ 16″ nord, 3° 57′ 09″ est | 53053-CLT-0052-01   | Façades et toitures avant de l'immeuble sis n° 7, Grand'Place |
| Façades et toitures avant de l'immeuble sis n° 8, Grand'Place |                                    | Grand'Place n° 8                                                                     |                   | 50° 27′ 16″ nord, 3° 57′ 10″ est | 53053-CLT-0053-01   | Façades et toitures avant de l'immeuble sis n° 8, Grand'Place |
| Façades et toitures avant de l'immeuble sis n° 12, Grand'Place |                                    | Grand'Place n° 12                                                                    |                   | 50° 27′ 17″ nord, 3° 57′ 11″ est | 53053-CLT-0054-01   | Façades et toitures avant de l'immeuble sis n° 12, Grand'Place |
| Façades et toitures avant de l'immeuble sis n° 13, Grand'Place |                                    | Grand'Place n° 13                                                                    |                   | 50° 27′ 17″ nord, 3° 57′ 11″ est | 53053-CLT-0055-01   | Façades et toitures avant de l'immeuble sis n° 13, Grand'Place |
| Façades et toitures avant de l'immeuble sis n° 14, Grand'Place |                                    | Grand'Place n° 14                                                                    |                   | 50° 27′ 17″ nord, 3° 57′ 11″ est | 53053-CLT-0056-01   | Façades et toitures avant de l'immeuble sis n° 14, Grand'Place |
| Façades et toitures avant de l'immeuble sis n° 15, Grand'Place |                                    | Grand'Place n° 15                                                                    |                   | 50° 27′ 18″ nord, 3° 57′ 11″ est | 53053-CLT-0057-01   | Façades et toitures avant de l'immeuble sis n° 15, Grand'Place |
| Ancien Hôtel du Miroir : Façades et toitures avant de l'immeuble sis n° 16, Grand'Place |                                    | Grand'Place n° 16                                                                    |                   | 50° 27′ 18″ nord, 3° 57′ 11″ est | 53053-CLT-0058-01   | Ancien Hôtel du Miroir : Façades et toitures avant de l'immeuble sis n° 16, Grand'Place |
| Façades et toitures avant de l'immeuble sis n° 27, Grand'Place |                                    | Grand'Place n° 27                                                                    |                   | 50° 27′ 16″ nord, 3° 57′ 06″ est | 53053-CLT-0059-01   | Façades et toitures avant de l'immeuble sis n° 27, Grand'Place |
| Façades et toitures avant de l'immeuble sis n° 28, Grand'Place |                                    | Grand'Place n° 28                                                                    |                   | 50° 27′ 15″ nord, 3° 57′ 06″ est | 53053-CLT-0060-01   | Façades et toitures avant de l'immeuble sis n° 28, Grand'Place |
| Ensemble formé par le Mont Panisel et le Bois-Là-Haut |                                    |                                                                                      |                   | 50° 26′ 11″ nord, 3° 58′ 08″ est | 53053-CLT-0061-01   | Ensemble formé par le Mont Panisel et le Bois-Là-Haut |
| Façades et toitures avant de l'immeuble sis n° 29, Grand'Place |                                    | Grand'Place n° 29                                                                    |                   | 50° 27′ 15″ nord, 3° 57′ 06″ est | 53053-CLT-0063-01   | Façades et toitures avant de l'immeuble sis n° 29, Grand'Place |
| Façades et toitures avant de l'immeuble sis n° 30, Grand'Place |                                    | Grand'Place n° 30                                                                    |                   | 50° 27′ 15″ nord, 3° 57′ 06″ est | 53053-CLT-0064-01   | Façades et toitures avant de l'immeuble sis n° 30, Grand'Place |
| Façades et toitures avant de l'immeuble sis n° 31, Grand'Place |                                    | Grand'Place n° 31                                                                    |                   | 50° 27′ 14″ nord, 3° 57′ 07″ est | 53053-CLT-0065-01   | Façades et toitures avant de l'immeuble sis n° 31, Grand'Place |
| Façades et toitures avant de l'immeuble sis n° 32, Grand'Place |                                    | Grand'Place n° 32                                                                    |                   | 50° 27′ 14″ nord, 3° 57′ 07″ est | 53053-CLT-0066-01   | Façades et toitures avant de l'immeuble sis n° 32, Grand'Place |
| Façades et toitures avant de l'immeuble sis n° 33, Grand'Place |                                    | Grand'Place n° 33                                                                    |                   | 50° 27′ 14″ nord, 3° 57′ 07″ est | 53053-CLT-0067-01   | Façades et toitures avant de l'immeuble sis n° 33, Grand'Place |
| Façades et toitures avant de l'immeuble sis au coin de la rue d' |                                    | Rue d'Havré, 1                                                                       |                   | 50° 27′ 14″ nord, 3° 57′ 09″ est | 53053-CLT-0068-01   | Façades et toitures avant de l'immeuble sis au coin de la rue d' |
| Une partie du mur de Baudouin, Enceinte Comtale |                                    | Rue de la Terre du Prince                                                            |                   | 50° 27′ 10″ nord, 3° 56′ 54″ est | 53053-CLT-0069-01   | Une partie du mur de Baudouin, Enceinte Comtale |
| Façade du lycée royal Marguerite Bervoets donnant sur la rue d'Enghien |                                    | Rue d'Enghien                                                                        |                   | 50° 27′ 19″ nord, 3° 57′ 01″ est | 53053-CLT-0070-01   | Façade du lycée royal Marguerite Bervoets donnant sur la rue d'Enghien |
| Maison, anciennement refuge de l'abbaye d'Hasnon (façade et toiture côté rue) |                                    | Rue de Nimy n°s 24-26-28                                                             |                   | 50° 27′ 22″ nord, 3° 57′ 15″ est | 53053-CLT-0071-01   | Maison, anciennement refuge de l'abbaye d'Hasnon (façade et toiture côté rue) |
| Ancien collège des Jésuites, actuellement Bibliothèque centrale |                                    | Rue Marguerite Bervoets, n°2                                                         |                   | 50° 27′ 17″ nord, 3° 57′ 00″ est | 53053-CLT-0073-01   | Ancien collège des Jésuites, actuellement Bibliothèque centrale |
| Ensemble formé par la Place du Parc, en ce compris les trottoirs jusqu'au pied des façades |                                    |                                                                                      |                   | 50° 27′ 28″ nord, 3° 57′ 05″ est | 53053-CLT-0075-01   | Ensemble formé par la Place du Parc, en ce compris les trottoirs jusqu'au pied des façades |
| Place du Parc, comprenant les trottoirs jusqu'au pied des façades et rue des Fillettes : extension |                                    |                                                                                      |                   | 50° 27′ 28″ nord, 3° 57′ 04″ est | 53053-CLT-0076-01   | Place du Parc, comprenant les trottoirs jusqu'au pied des façades et rue des Fillettes : extension |
| Maison (façades et toitures) |                                    | Rue du Hautbois n° 33                                                                |                   | 50° 27′ 11″ nord, 3° 57′ 16″ est | 53053-CLT-0077-01   | Maison (façades et toitures) |
| Maison (façades et toitures) |                                    | Rue du Hautbois n° 35                                                                |                   | 50° 27′ 11″ nord, 3° 57′ 17″ est | 53053-CLT-0078-01   | Maison (façades et toitures) |
| Façades et toitures de l'immeuble |                                    | Rue des Sœurs grises n° 11                                                           |                   | 50° 27′ 05″ nord, 3° 56′ 47″ est | 53053-CLT-0079-01   | Façades et toitures de l'immeuble |
| Maison (façade) |                                    | Rue du Onze-Novembre n° 5                                                            |                   | 50° 27′ 21″ nord, 3° 57′ 02″ est | 53053-CLT-0080-01   | Maison (façade) |
| Casernes casematées, place Nervienne |                                    | Place Nervienne                                                                      |                   | 50° 26′ 53″ nord, 3° 56′ 44″ est | 53053-CLT-0081-01   | Casernes casematées, place Nervienne |
| Maison Gossuin et parc qui l'entoure |                                    | Rue Samson n° 25                                                                     |                   | 50° 27′ 10″ nord, 3° 56′ 54″ est | 53053-CLT-0082-01   | Maison Gossuin et parc qui l'entoure |
| Square Saint-Germain |                                    |                                                                                      |                   | 50° 27′ 11″ nord, 3° 56′ 55″ est | 53053-CLT-0083-01   | Square Saint-Germain |
| Maison (façade et toiture) |                                    | Rue du Hautbois n° 15                                                                |                   | 50° 27′ 10″ nord, 3° 57′ 15″ est | 53053-CLT-0084-01   | Maison (façade et toiture) |
| Parc du Waux-Hall, avenue Reine Astrid |                                    | Avenue Reine Astrid                                                                  |                   | 50° 27′ 06″ nord, 3° 57′ 47″ est | 53053-CLT-0085-01   | Parc du Waux-Hall, avenue Reine Astrid |
| Montée vers l'église Saint-Denis |                                    |                                                                                      |                   | 50° 29′ 24″ nord, 4° 01′ 02″ est | 53053-CLT-0086-01   | Montée vers l'église Saint-Denis |
| Machine à eau (façades et toitures du hall et des bâtiments annexes), boulevard Dolez |                                    | Boulevard Dolez                                                                      |                   | 50° 27′ 00″ nord, 3° 57′ 25″ est | 53053-CLT-0087-01   | Machine à eau (façades et toitures du hall et des bâtiments annexes), boulevard Dolez |
| Ensemble formé par le beffroi de Mons, le square et les vestiges de l'ancien château des Comtes de Haina |                                    |                                                                                      |                   | 50° 27′ 17″ nord, 3° 56′ 55″ est | 53053-CLT-0088-01   | Ensemble formé par le beffroi de Mons, le square et les vestiges de l'ancien château des Comtes de Haina |
| Ensemble formé par le moulin de l'abbaye du XVIIè siècle, sa cascade et les abords |                                    |                                                                                      |                   | 50° 29′ 42″ nord, 4° 01′ 08″ est | 53053-CLT-0089-01   | Ensemble formé par le moulin de l'abbaye du XVIIè siècle, sa cascade et les abords |
| Le moulin à eau de Saint-Denis: moulin avec machinerie, petit bâtiment avec aile en retour |                                    |                                                                                      |                   | 50° 29′ 41″ nord, 4° 01′ 13″ est | 53053-CLT-0090-01   | Le moulin à eau de Saint-Denis: moulin avec machinerie, petit bâtiment avec aile en retour |
| Chapelle Notre-Dame du Moulineau et alentours |                                    |                                                                                      |                   | 50° 29′ 26″ nord, 3° 54′ 27″ est | 53053-CLT-0091-01   | Chapelle Notre-Dame du Moulineau et alentours |
| Espace vert s'étendant à l'arrière de trois propriétés sises à front de rue Jean Lescarts |                                    |                                                                                      |                   | 50° 27′ 09″ nord, 3° 57′ 18″ est | 53053-CLT-0092-01   | Image manquanteTéléverser |
| Certaines parties de l'immeuble sis rue Jean Lescarts, n° 11, à savoir: |                                    | Rue Jean Lescarts n° 11                                                              |                   | 50° 27′ 08″ nord, 3° 57′ 18″ est | 53053-CLT-0093-01   | Certaines parties de l'immeuble sis rue Jean Lescarts, n° 11, à savoir: |
| Maison (façades sur cour et sur jardin, charpentes et toitures, cages d'escalier d'honneur et de services et salon typique du début du XIXe s.) |                                    | Rue J. Lescarts n°13                                                                 |                   | 50° 27′ 07″ nord, 3° 57′ 19″ est | 53053-CLT-0094-01   | Maison (façades sur cour et sur jardin, charpentes et toitures, cages d'escalier d'honneur et de services et salon typique du début du XIXe s.)                                                                               |
| Maison (façade principale, toiture et pignon droit) |                                    | Rue de Nimy n° 31                                                                    |                   | 50° 27′ 21″ nord, 3° 57′ 13″ est | 53053-CLT-0096-01   | Maison (façade principale, toiture et pignon droit) |
| Hôtel de maître (façade avant et toiture avant) |                                    | Rue du Gouvernement n° s 27-29                                                       |                   | 50° 27′ 20″ nord, 3° 57′ 30″ est | 53053-CLT-0097-01   | Hôtel de maître (façade avant et toiture avant) |
| Terril de l'Héribus |                                    |                                                                                      |                   | 50° 26′ 07″ nord, 3° 56′ 10″ est | 53053-CLT-0099-01   | Terril de l'Héribus |
| Maison Van Gogh, sentier du Pavillon, n° s 53-55 |                                    | sentier du Pavillon n° s 53-55                                                       |                   | 50° 26′ 29″ nord, 3° 55′ 31″ est | 53053-CLT-0101-01   | Maison Van Gogh, sentier du Pavillon, n° s 53-55 |
| Bois brûlé |                                    |                                                                                      |                   | 50° 29′ 11″ nord, 3° 55′ 22″ est | 53053-CLT-0103-01   | Bois brûlé |
| Château |                                    | Rue du château, Havré                                                                | Havré             | 50° 27′ 52″ nord, 4° 02′ 21″ est | 53053-CLT-0104-01   | Château |
| L'église Saint-Martin : chœur |                                    |                                                                                      | Havré             | 50° 27′ 52″ nord, 4° 02′ 42″ est | 53053-CLT-0106-01   | L'église Saint-Martin : chœur |
| Chapelle du Bon Vouloir |                                    | Rue Ed. Deweze n° 97                                                                 |                   | 50° 27′ 35″ nord, 4° 01′ 57″ est | 53053-CLT-0107-01   | Chapelle du Bon Vouloir |
| Abords de la chapelle Notre-Dame du Bon Vouloir |                                    | Rue Ed. Deweze n° 97                                                                 |                   | 50° 27′ 33″ nord, 4° 01′ 54″ est | 53053-CLT-0108-01   | Abords de la chapelle Notre-Dame du Bon Vouloir |
| Stèle commémorative Le Coq, monument commémoratif de la bataille de Jemappes |                                    |                                                                                      |                   | 50° 26′ 34″ nord, 3° 52′ 56″ est | 53053-CLT-0109-01   | Stèle commémorative Le Coq, monument commémoratif de la bataille de Jemappes |
| Maisons traditionnelles du 17e s. (façades et toitures), ruelle du Cerf Blanc, |                                    | ruelle du Cerf Blanc                                                                 |                   | 50° 27′ 29″ nord, 3° 57′ 05″ est | 53053-CLT-0112-01   | Maisons traditionnelles du 17e s. (façades et toitures), ruelle du Cerf Blanc, |
| Chapelle Saint-Macaire |                                    | Rue de Saint-Macaire                                                                 |                   | 50° 28′ 21″ nord, 4° 00′ 55″ est | 53053-CLT-0114-01   | Chapelle Saint-Macaire |
| Ancien Couvent des Ursulines et chapelle (façades et toitures) |                                    | Rue de Bettignies                                                                    |                   | 50° 27′ 14″ nord, 3° 56′ 43″ est | 53053-CLT-0115-01   | Ancien Couvent des Ursulines et chapelle (façades et toitures) |
| Ancien hospice des Chartiers (façade et toiture) |                                    | Rue des Chartiers, n° 12                                                             |                   | 50° 27′ 00″ nord, 3° 57′ 12″ est | 53053-CLT-0116-01   | Ancien hospice des Chartiers (façade et toiture) |
| Hôtel de Maître (façades et toitures) (M) et le jardin (S) |                                    | Rue des Telliers n° 20                                                               |                   | 50° 27′ 19″ nord, 3° 56′ 56″ est | 53053-CLT-0117-01   | Hôtel de Maître (façades et toitures) (M) et le jardin (S) |
| Palais de Justice, Rue de Nimy, n° 35 |                                    | Rue de Nimy n° 35                                                                    |                   | 50° 27′ 22″ nord, 3° 57′ 13″ est | 53053-CLT-0118-01   | Palais de Justice, Rue de Nimy, n° 35 |
| Façades et toitures de la maison Losseau, Rue de Nimy, n° 37 |                                    | Rue de Nimy n° 37                                                                    |                   | 50° 27′ 23″ nord, 3° 57′ 15″ est | 53053-CLT-0119-01   | Façades et toitures de la maison Losseau, Rue de Nimy, n° 37 |
| Intérieur de la maison Losseau (rez-de-chaussée, montée d'escalier, palier du premier étage et salon s'y ouvrant), Rue de Nimy, n° 37 |                                    | Rue de Nimy n° 37                                                                    |                   | 50° 27′ 23″ nord, 3° 57′ 15″ est | 53053-CLT-0120-01   | Image manquanteTéléverser |
| Façades et toitures de la loge maçonnique située rue Chisaire, n° 16 |                                    | Rue Chisaire n° 16                                                                   |                   | 50° 27′ 07″ nord, 3° 56′ 35″ est | 53053-CLT-0122-01   | Façades et toitures de la loge maçonnique située rue Chisaire, n° 16 |
| Maison (façades et toitures), place du Parc, n° 14 |                                    | Place du Parc n° 14                                                                  |                   | 50° 27′ 30″ nord, 3° 57′ 05″ est | 53053-CLT-0123-01   | Maison (façades et toitures), place du Parc, n° 14 |
| Maison (façades et toitures), place du Parc, n° 15 |                                    | Place du Parc n° 15                                                                  |                   | 50° 27′ 30″ nord, 3° 57′ 06″ est | 53053-CLT-0124-01   | Maison (façades et toitures), place du Parc, n° 15 |
| Maison (façades et toitures), place du Parc, n° 16a |                                    | Place du Parc n° 16a                                                                 |                   | 50° 27′ 30″ nord, 3° 57′ 06″ est | 53053-CLT-0125-01   | Maison (façades et toitures), place du Parc, n° 16a |
| Maison (façades et toitures), place du Parc, n° 16b |                                    | Place du Parc n° 16b                                                                 |                   | 50° 27′ 30″ nord, 3° 57′ 06″ est | 53053-CLT-0126-01   | Maison (façades et toitures), place du Parc, n° 16b |
| Maison (façades et toitures), place du Parc, n° 19 |                                    | Place du Parc n° 19                                                                  |                   | 50° 27′ 31″ nord, 3° 57′ 07″ est | 53053-CLT-0127-01   | Maison (façades et toitures), place du Parc, n° 19 |
| Maison (façades et toitures), place du Parc, n° 20 |                                    | Place du Parc n° 20                                                                  |                   | 50° 27′ 31″ nord, 3° 57′ 08″ est | 53053-CLT-0128-01   | Maison (façades et toitures), place du Parc, n° 20 |
| Maison (façades et toitures), place du Parc, n° 22 |                                    | Place du Parc n° 22                                                                  |                   | 50° 27′ 31″ nord, 3° 57′ 10″ est | 53053-CLT-0129-01   | Maison (façades et toitures), place du Parc, n° 22 |
| Maison (façades et toitures), rue du Parc, n° 26-30 |                                    | Rue du Parc n° 26-30                                                                 |                   | 50° 27′ 29″ nord, 3° 57′ 04″ est | 53053-CLT-0130-01   | Maison (façades et toitures), rue du Parc, n° 26-30 |
| Maison (façades et toitures), rue du Parc, n° 40 |                                    | Rue du Parc n° 40                                                                    |                   | 50° 27′ 30″ nord, 3° 57′ 03″ est | 53053-CLT-0131-01   | Maison (façades et toitures), rue du Parc, n° 40 |
| Maison (façades et toitures), rue du Parc, n° 42 |                                    | Rue du Parc n° 42                                                                    |                   | 50° 27′ 30″ nord, 3° 57′ 03″ est | 53053-CLT-0132-01   | Maison (façades et toitures), rue du Parc, n° 42 |
| Maison (façades et toitures), rue du Parc, n° 48 |                                    | Rue du Parc n° 48                                                                    |                   | 50° 27′ 30″ nord, 3° 57′ 03″ est | 53053-CLT-0133-01   | Maison (façades et toitures), rue du Parc, n° 48 |
| Murailles de l'ancien château comtal, de la conciergerie et des caves |                                    |                                                                                      |                   | 50° 27′ 16″ nord, 3° 56′ 59″ est | 53053-CLT-0134-01   | Murailles de l'ancien château comtal, de la conciergerie et des caves |
| Ancien couvent des Carmes Déchaussés : ancien logis et ailes en retour (façades et toitures) |                                    | Rue des Sœurs noires n° 4                                                            |                   | 50° 27′ 00″ nord, 3° 57′ 08″ est | 53053-CLT-0135-01   | Ancien couvent des Carmes Déchaussés : ancien logis et ailes en retour (façades et toitures) |
| Ensemble des façades et des toitures de la caserne Major Sabbe (anciennement caserne Guillaume), sise rue des Sœurs Noires et rue de la Trouille |                                    | Rue des Sœurs Noires en rue de la Trouille                                           |                   | 50° 26′ 59″ nord, 3° 57′ 06″ est | 53053-CLT-0136-01   | Ensemble des façades et des toitures de la caserne Major Sabbe (anciennement caserne Guillaume), sise rue des Sœurs Noires et rue de la Trouille                                                                              |
| Portail |                                    | Rue des Dominicains, n° 32                                                           |                   | 50° 27′ 26″ nord, 3° 57′ 02″ est | 53053-CLT-0137-01   | Portail |
| Maison et mur du XIIe s., rue Cronque, n° 3 |                                    | Rue Cronque n° 3                                                                     |                   | 50° 27′ 16″ nord, 3° 57′ 03″ est | 53053-CLT-0138-01   | Maison et mur du XIIe s., rue Cronque, n° 3 |
| Maison (façades, toitures et charpente) et cour |                                    | Rue Marguerite Bervoets n° 17                                                        |                   | 50° 27′ 18″ nord, 3° 56′ 56″ est | 53053-CLT-0139-01   | Maison (façades, toitures et charpente) et cour |
| Carrelages situés dans les locaux occupés par l'école supérieure des Arts plastiques et visuels de l'État, ancien lycée royal Marguerite Bervoets |                                    | Rue Marguerite Bervoets, n° 8                                                        |                   | 50° 27′ 19″ nord, 3° 57′ 00″ est | 53053-CLT-0140-01   | Image manquanteTéléverser |
| Archives de l'État (anciennement couvent des Visitandines), façades et toiture, place du Parc, n° 23 |                                    | Place du Parc n° 23                                                                  |                   | 50° 27′ 30″ nord, 3° 57′ 12″ est | 53053-CLT-0141-01   | Archives de l'État (anciennement couvent des Visitandines), façades et toiture, place du Parc, n° 23 |
| Immeuble Au Blan Lévrié, (façade avant), Grand Place n° 35 |                                    | Grand Place n° 35                                                                    |                   | 50° 27′ 14″ nord, 3° 57′ 07″ est | 53053-CLT-0142-01   | Immeuble Au Blan Lévrié, (façade avant), Grand Place n° 35 |
| Maison, Grand-Place, n°8 : extension de classement (façade postérieure et totalité de la toiture) |                                    | Grand-Place n°8                                                                      |                   | 50° 27′ 16″ nord, 3° 57′ 10″ est | 53053-CLT-0143-01   | Maison, Grand-Place n° 8 |
| Maison, Grand-Place, n°7 : extension de classement (façade postérieure et totalité de la toiture) |                                    | Grand-Place n°7                                                                      |                   | 50° 27′ 16″ nord, 3° 57′ 09″ est | 53053-CLT-0144-01   | Maison, Grand-Place, n°7 : extension de classement (façade postérieure et totalité de la toiture) |
| Maison, Grand-Place, n°6 : extension de classement (façade postérieure et totalité de la toiture) |                                    | Grand-Place n°6                                                                      |                   | 50° 27′ 15″ nord, 3° 57′ 09″ est | 53053-CLT-0145-01   | Image manquanteTéléverser |
| Maison, Grand-Place, n°5 : extension de classement (façade postérieure et totalité de la toiture) |                                    | Grand-Place n°5                                                                      |                   | 50° 27′ 15″ nord, 3° 57′ 09″ est | 53053-CLT-0146-01   | Image manquanteTéléverser |
| Maison, Grand-Place, n°4 : extension de classement (totalité de la toiture et héberge du pignon) |                                    | Grand-Place n°4                                                                      |                   | 50° 27′ 15″ nord, 3° 57′ 09″ est | 53053-CLT-0147-01   | Maison, Grand-Place, n°4 : extension de classement (totalité de la toiture et héberge du pignon) |
| Maison (façades, pignons et totalité de la toiture de l'immeuble), Cour de l'Âne Barré |                                    | Cour de l'Âne Barré                                                                  |                   | 50° 27′ 15″ nord, 3° 57′ 10″ est | 53053-CLT-0148-01   | Maison (façades, pignons et totalité de la toiture de l'immeuble), Cour de l'Âne Barré |
| Bois du Gard et de la Quarte |                                    |                                                                                      |                   | 50° 29′ 32″ nord, 3° 59′ 12″ est | 53053-CLT-0149-01   | Bois du Gard et de la Quarte |
| Terril n° 1, chaussée du Rœulx et Rue E. Jambe |                                    | Chaussée du Rœulx en Rue E. Jambe                                                    |                   | 50° 28′ 10″ nord, 4° 02′ 58″ est | 53053-CLT-0150-01   | Terril n° 1, chaussée du Rœulx et Rue E. Jambe |
| Maison (façades, toiture et lucarnes) |                                    | Rue de la Couronne n° s 2-4                                                          |                   | 50° 27′ 10″ nord, 3° 57′ 05″ est | 53053-CLT-0151-01   | Maison (façades, toiture et lucarnes) |
| Maison (façades, toiture et lucarnes) |                                    | Rue de la Couronne n° s 5-7                                                          |                   | 50° 27′ 10″ nord, 3° 57′ 06″ est | 53053-CLT-0152-01   | Maison (façades, toiture et lucarnes) |
| Maison (façades, toiture et lucarnes) |                                    | Rue de la Couronne n° s 10-12                                                        |                   | 50° 27′ 10″ nord, 3° 57′ 05″ est | 53053-CLT-0153-01   | Maison (façades, toiture et lucarnes) |
| Maison (façades, toiture et lucarnes) |                                    | Rue de la Couronne n° 16                                                             |                   | 50° 27′ 10″ nord, 3° 57′ 06″ est | 53053-CLT-0155-01   | Maison (façades, toiture et lucarnes) |
| Maison (façades, toiture et lucarnes) |                                    | Rue de la Couronne n° s 20-22                                                        |                   | 50° 27′ 10″ nord, 3° 57′ 06″ est | 53053-CLT-0156-01   | Maison (façades, toiture et lucarnes) |
| Rue de la Couronne et parcelles la bordant |                                    |                                                                                      |                   | 50° 27′ 11″ nord, 3° 57′ 04″ est | 53053-CLT-0157-01   | Rue de la Couronne et parcelles la bordant |
| Maison (façades et toiture) |                                    | Rue de Bertaimont n° 7                                                               |                   | 50° 26′ 56″ nord, 3° 56′ 57″ est | 53053-CLT-0158-01   | Maison (façades et toiture) |
| Maison (façades et toiture) |                                    | Rue de Bertaimont n° 9                                                               |                   | 50° 26′ 56″ nord, 3° 56′ 57″ est | 53053-CLT-0159-01   | Maison (façades et toiture) |
| Maison (façades et toiture) |                                    | Rue de Bertaimont n° 17                                                              |                   | 50° 26′ 55″ nord, 3° 56′ 57″ est | 53053-CLT-0160-01   | Maison (façades et toiture) |
| Maison (façades et toiture) |                                    | Rue de Bertaimont n° 31                                                              |                   | 50° 26′ 54″ nord, 3° 56′ 56″ est | 53053-CLT-0161-01   | Maison (façades et toiture) |
| Maison (façades et toiture) |                                    | Rue de Bertaimont n° 33                                                              |                   | 50° 26′ 53″ nord, 3° 56′ 56″ est | 53053-CLT-0162-01   | Maison (façades et toiture) |
| Athénée, anciennement refuge de l'abbaye de Saint-Ghislain, et chapelle (façades, toitures); éléments intérieurs : escalier, deux cheminées, boiseries, intérieur de la chapelle; grille |                                    | Rue Fétis n°s 1-3                                                                    |                   | 50° 27′ 09″ nord, 3° 56′ 44″ est | 53053-CLT-0163-01   | Athénée, anciennement refuge de l'abbaye de Saint-Ghislain, et chapelle (façades, toitures); éléments intérieurs : escalier, deux cheminées, boiseries, intérieur de la chapelle; grille                                      |
| Maison (façades, toitures et partie intérieure) |                                    | Rue de la chaussée n° 43                                                             |                   | 50° 27′ 10″ nord, 3° 57′ 03″ est | 53053-CLT-0164-01   | Maison (façades, toitures et partie intérieure) |
| Ancien abattoir (façades et toitures) |                                    | Rue de la Trouille                                                                   |                   | 50° 26′ 56″ nord, 3° 57′ 05″ est | 53053-CLT-0165-01   | Ancien abattoir (façades et toitures) |
| Façades et toitures du Couvent des Sœurs Noires, situé rue des Sœurs Noires, avec le portail, ainsi que les chapelles et le cloître |                                    | rue des Sœurs Noires                                                                 |                   | 50° 26′ 59″ nord, 3° 57′ 03″ est | 53053-CLT-0166-01   | Façades et toitures du Couvent des Sœurs Noires, situé rue des Sœurs Noires, avec le portail, ainsi que les chapelles et le cloître                                                                                           |
| Les façades et toitures des deux ailes dénommées Hospice Glépin de la Bonne Maison de Bouzanton : extension de classement (A.R. du 28/12/1977) |                                    |                                                                                      |                   | 50° 26′ 56″ nord, 3° 56′ 46″ est | 53053-CLT-0167-01   | Les façades et toitures des deux ailes dénommées Hospice Glépin de la Bonne Maison de Bouzanton : extension de classement (A.R. du 28/12/1977)                                                                                |
| Murets et grilles d'enceinte de l'hospice Glépin, sis Place Nervienne, 33 |                                    |                                                                                      |                   | 50° 26′ 56″ nord, 3° 56′ 46″ est | 53053-CLT-0168-01   | Murets et grilles d'enceinte de l'hospice Glépin, sis Place Nervienne, 33 |
| Hôtel de maître : (façades et toitures, à l'exception du versant du bâtiment bas vers la rue des Groseilliers; deux cages d'escaliers intérieures) |                                    | Rue des Groseilliers n° 27                                                           |                   | 50° 27′ 17″ nord, 3° 57′ 31″ est | 53053-CLT-0170-01   | Hôtel de maître : (façades et toitures, à l'exception du versant du bâtiment bas vers la rue des Groseilliers; deux cages d'escaliers intérieures)                                                                            |
| Hôtel de gages (totalité), sis rue d'Enghien, 18 (ainsi que la cour pavée et le porche) |                                    | Rue d'Enghien 18                                                                     |                   | 50° 27′ 18″ nord, 3° 57′ 04″ est | 53053-CLT-0172-01   | Hôtel de gages (totalité), sis rue d'Enghien, 18 (ainsi que la cour pavée et le porche) |
| Bois d'Havré, traversé par la chaussée du Rœulx |                                    |                                                                                      |                   | 50° 27′ 39″ nord, 4° 00′ 11″ est | 53053-CLT-0173-01   | Bois d'Havré, traversé par la chaussée du Rœulx |
| Orgues de l'église Saint Remi |                                    |                                                                                      |                   | 50° 26′ 11″ nord, 3° 55′ 25″ est | 53053-CLT-0174-01   | Image manquanteTéléverser |
| Façade avant et toitures du Grand Hospice sis Place du Béguinage, n° 16 |                                    | Place du Béguinage n° 16                                                             |                   | 50° 26′ 58″ nord, 3° 56′ 42″ est | 53053-CLT-0176-01   | Façade avant et toitures du Grand Hospice sis Place du Béguinage, n° 16 |
| Hôtel de maître (totalité de la toiture (y compris la corniche à corbeaux de bois à l'arrière) de la façade à rue et de l'étage de la façade arrière) |                                    | Rue de la Grande Triperie, n° 42                                                     |                   | 50° 27′ 02″ nord, 3° 57′ 05″ est | 53053-CLT-0177-01   | Hôtel de maître (totalité de la toiture (y compris la corniche à corbeaux de bois à l'arrière) de la façade à rue et de l'étage de la façade arrière)                                                                         |
| Totalité de la toiture, des façades ainsi que les escaliers d'honneur et de service, de même que les toitures et façades des deux ailes des dépendances néo-classiques de l'immeuble sis rue de la Grande Triperie, n°s 44-46 |                                    | Rue de la Grande Triperie n°s 44-46                                                  |                   | 50° 27′ 01″ nord, 3° 57′ 05″ est | 53053-CLT-0178-01   | Totalité de la toiture, des façades ainsi que les escaliers d'honneur et de service, de même que les toitures et façades des deux ailes des dépendances néo-classiques de l'immeuble sis rue de la Grande Triperie, n°s 44-46 |
| Ancien Hôtel Marin de Thieusies (façades, toitures et charpentes, escaliers d'honneur et de service) |                                    | Rue d'Havré, cour n° 32                                                              |                   | 50° 27′ 12″ nord, 3° 57′ 14″ est | 53053-CLT-0179-01   | Ancien Hôtel Marin de Thieusies (façades, toitures et charpentes, escaliers d'honneur et de service) |
| Maison (façade principale et toiture) |                                    | Rue de Nimy n°51                                                                     |                   | 50° 27′ 25″ nord, 3° 57′ 18″ est | 53053-CLT-0181-01   | Maison (façade principale et toiture) |
| Maison (façade et toiture) |                                    | Rue de la Clef n° 9                                                                  |                   | 50° 27′ 13″ nord, 3° 57′ 10″ est | 53053-CLT-0186-01   | Maison (façade et toiture) |
| Les façades et toitures de l'immeuble sis à l'angle de la rue des 4 Fils Aymon, n° 1 et de la rue de Nimy, n° 43 |                                    | op de hoek van rue des 4 Fils Aymon n° 1 en rue de Nimy n° 43                        |                   | 50° 27′ 23″ nord, 3° 57′ 16″ est | 53053-CLT-0187-01   | Les façades et toitures de l'immeuble sis à l'angle de la rue des 4 Fils Aymon, n° 1 et de la rue de Nimy, n° 43 |
| Anciens Bains-Douches (façade et toiture) |                                    | Rue de Malplaquet n° 12                                                              |                   | 50° 26′ 53″ nord, 3° 56′ 41″ est | 53053-CLT-0188-01   | Anciens Bains-Douches (façade et toiture) |
| Chapelle Saint-Antoine en Barbefosse et le puits (M) et sa parcelle cadastrale comprenant le chemin d'accès, impasse de la Chapelle (S) |                                    |                                                                                      |                   | 50° 27′ 51″ nord, 4° 00′ 56″ est | 53053-CLT-0189-01   | Chapelle Saint-Antoine en Barbefosse et le puits (M) et sa parcelle cadastrale comprenant le chemin d'accès, impasse de la Chapelle (S)                                                                                       |
| Maison Renaissance (façades, toitures et charpentes), à l'arrière de la rue de la Halle, n°s 1-5 et accessible par la rue Jean Lescarts |                                    | aan de achterzijde van rue de la Halle n°s 1-5 en toegankelijk via rue Jean Lescarts |                   | 50° 27′ 08″ nord, 3° 57′ 16″ est | 53053-CLT-0191-01   | Maison Renaissance (façades, toitures et charpentes), à l'arrière de la rue de la Halle, n°s 1-5 et accessible par la rue Jean Lescarts                                                                                       |
| Cimetière communal : partie ancienne créée en 1784 (S) ; tombes caractéristiques (M), chemin de la Procession |                                    |                                                                                      |                   | 50° 27′ 39″ nord, 3° 58′ 32″ est | 53053-CLT-0192-01   | Cimetière communal : partie ancienne créée en 1784 (S) ; tombes caractéristiques (M), chemin de la Procession |
| Zone de protection sur les parcelles entourant la machine à eau |                                    |                                                                                      |                   | 50° 26′ 59″ nord, 3° 57′ 24″ est | 53053-CLT-0195-01   | Zone de protection sur les parcelles entourant la machine à eau |
| Façades donnant sur le square Roosevelt et la rue de la Houssière et les toitures de l'ancien immeuble de la Banque Nationale (M) et établissement d'une zone de protection (ZP) |                                    |                                                                                      |                   | 50° 27′ 14″ nord, 3° 56′ 43″ est | 53053-CLT-0198-01   | Façades donnant sur le square Roosevelt et la rue de la Houssière et les toitures de l'ancien immeuble de la Banque Nationale (M) et établissement d'une zone de protection (ZP)                                              |
| Les façades (rue d'Enghien et Cronque) et toitures (versants vers ces deux rues et vers le jardin, à l'arrière) ainsi que les divers éléments intérieurs situés au rez-de-chaussée de l'immeuble sis rue d'Enghien, 19 à savoir: - le salon boisé des XVIIIe et XIXe siècles, -le salon Louis XVI à boiseries, cheminées, panneaux de murs sculptés et plafond décoré, -le salon Régence - Louis XV, à l'angle des deux rues, avec boiseries sculptées et cheminée en marbre, typique de Mons, -l'escalier monumental complet |                                    | Rue d'Enghien 19                                                                     |                   | 50° 27′ 16″ nord, 3° 57′ 04″ est | 53053-CLT-0199-01   | immeuble rue d'Enghien |
| Certaines parties de la Faculté Polytechnique de Mons |                                    | Rue Houdain 9                                                                        |                   | 50° 27′ 06″ nord, 3° 57′ 12″ est | 53053-CLT-0200-01   | Certaines parties de la Faculté Polytechnique de Mons |
| Site de l'abbaye de Bélian |                                    |                                                                                      |                   | 50° 25′ 22″ nord, 3° 56′ 56″ est | 53053-CLT-0201-01   | Site de l'abbaye de Bélian |
| Les carrières souterraines de la Malogne |                                    |                                                                                      |                   | 50° 25′ 35″ nord, 3° 55′ 12″ est | 53053-CLT-0203-01   | Carrières souterraines de la Malogne |
| Certains sites charbonniers situés sur le territoire de l'ancienne Commune de Flénu à savoir: |                                    |                                                                                      |                   | 50° 26′ 12″ nord, 3° 53′ 34″ est | 53053-CLT-0205-01   | Certains sites charbonniers situés sur le territoire de l'ancienne Commune de Flénu à savoir: |
| Ancienne abbaye de Saint-Denis-en-Brocqueroie : portail d'entrée, grange aux dîmes, bibliothèque et portail secondaire (colombier) |                                    | Rue de la Filature                                                                   |                   | 50° 29′ 35″ nord, 4° 01′ 11″ est | 53053-CLT-0208-01   | Ancienne abbaye de Saint-Denis-en-Brocqueroie : portail d'entrée, grange aux dîmes, bibliothèque et portail secondaire (colombier)                                                                                            |
| Façades, toitures et départ d'escalier intérieur de l'immeuble sis rue des Sœurs noires, 8 |                                    | Rue des Sœurs noires 8                                                               |                   | 50° 26′ 59″ nord, 3° 57′ 09″ est | 53053-CLT-0209-01   | Façades, toitures et départ d'escalier intérieur de l'immeuble sis rue des Sœurs noires, 8 |
| Les façades, toitures et charpentes ainsi que le hall et trois escaliers intérieurs (escaliers principal, de service et menant au grenier) de l'Hôtel Letellier sis rue de la Grande Triperie, 26, Mons |                                    | Rue de la Grande Triperie, 26 à Mons                                                 |                   | 50° 27′ 04″ nord, 3° 57′ 05″ est | 53053-CLT-0211-01   | Les façades, toitures et charpentes ainsi que le hall et trois escaliers intérieurs (escaliers principal, de service et menant au grenier) de l'Hôtel Letellier sis rue de la Grande Triperie, 26, Mons                       |
| Maison (façades sur cour et sur jardin, charpentes et toitures, cages d'escalier d'honneur et de services et salon typique du XVIIIe s.) |                                    | Rue J. Lescarts n°15.                                                                |                   | 50° 27′ 07″ nord, 3° 57′ 19″ est | 53053-CLT-0212-01   | Maison (façades sur cour et sur jardin, charpentes et toitures, cages d'escalier d'honneur et de services et salon typique du XVIIIe s.)                                                                                      |
| Maison (façade principale et toiture) |                                    | Rue de Nimy, n°53                                                                    |                   | 50° 27′ 25″ nord, 3° 57′ 18″ est | 53053-CLT-0213-01   | Maison (façade principale et toiture) |
| Maison (façade principale et toiture) |                                    | Rue des 4 Fils Aymon, n° 14/16 à l'exception de la toiture du n° 16.                 |                   | 50° 27′ 25″ nord, 3° 57′ 13″ est | 53053-CLT-0214-01   | Maison (façade principale et toiture) |
| Le buffet et l'orgue de l'église Saint-Nicolas-en-Havré |                                    |                                                                                      |                   | 50° 27′ 16″ nord, 3° 57′ 26″ est | 53053-PEX-0001-01   | Image manquanteTéléverser |
| Le site archéologique du Champ à Cailloux |                                    |                                                                                      |                   | 50° 25′ 02″ nord, 3° 58′ 12″ est | 53053-PEX-0002-01   | Le site archéologique du Champ à Cailloux |
| L'ensemble de la Collégiale Sainte-Waudru à l'exception de la partie instrumentale de l'orgue |                                    |                                                                                      |                   | 50° 27′ 12″ nord, 3° 56′ 52″ est | 53053-PEX-0003-01   | L'ensemble de la Collégiale Sainte-Waudru à l'exception de la partie instrumentale de l'orgue |
| Le beffroi |                                    |                                                                                      |                   | 50° 27′ 15″ nord, 3° 57′ 00″ est | 53053-PEX-0004-01   | Le beffroi |
| L'Hôtel de Ville |                                    |                                                                                      |                   | 50° 27′ 18″ nord, 3° 57′ 08″ est | 53053-PEX-0005-01   | L'Hôtel de Ville |
| La tour Valenciennoise |                                    |                                                                                      |                   | 50° 27′ 30″ nord, 3° 57′ 31″ est | 53053-PEX-0006-01   | La tour Valenciennoise |
| Le site archéologique de l'enceinte castrale de l'ancien château comtal |                                    |                                                                                      |                   | 50° 27′ 17″ nord, 3° 56′ 55″ est | 53053-PEX-0007-01   | Le site archéologique de l'enceinte castrale de l'ancien château comtal |
| La façade avant de l'immeuble dit Hôtel du Blanc Lévrier |                                    |                                                                                      |                   | 50° 27′ 14″ nord, 3° 57′ 07″ est | 53053-PEX-0008-01   | La façade avant de l'immeuble dit Hôtel du Blanc Lévrier |
| Les anciennes carrières de la Malogne |                                    |                                                                                      |                   | 50° 25′ 41″ nord, 3° 54′ 43″ est | 53053-PEX-0009-01   | Image manquanteTéléverser |